# C14H14N4O
化学式C14H14N4O（摩尔质量：254.29 g/mol）可能指：
- 非那米丁，CAS号：101-62-2
- 咪苯甲嗪酮（CI-930），CAS号：86798-59-6
- AH-494，CAS号：2172907-22-9

|  | 这个同类索引页列出了具有相同分子式的化学物（即同分異構體）条目。 除非您是有意链接至本页，否则应将相应条目的内部链接指向正确的条目。 |